# Philonthus spinipes
Philonthus spinipes es una especie de escarabajo del género Philonthus, familia Staphylinidae. Fue descrita científicamente por Sharp en 1874.
Se distribuye por Europa. Habita en Rusia (Europa, Lejano Oriente), Armenia, Turquía, Irán, Kazajistán, Japón (islas Ryūkyū, Hokkaidō, Honshu, Kyūshū, región de Shikoku), Corea del Norte y del Sur y China (Pekín, Gansu, Guizhou, Heilongjiang, Shanghái, Shandong, Shanxi).